# Fabio Cherant
Fabio Cherant (Brooklyn, Nueva York; 25 de noviembre de 1994) es un artista marcial mixto estadounidense que compite en la división de peso ligero.

## Primeros años
Nacido en el barrio de Brooklyn de Nueva York, Estados Unidos, tuvo una infancia nómada, en parte debido a su experiencia como hijo adoptivo, terminando en Wrentham para sus años de escuela secundaria, pasando aquellos en la Escuela Secundaria Regional King Philip.
Empezó a entrenar a los 19 años, y a los 21 entró en un gimnasio y debutó en las MMA poco después. Fue a la universidad comunitaria para estudiar entrenamiento deportivo y justicia penal, y dejó de hacerlo al cabo de un año para alistarse en la reserva del ejército.

## Carrera en artes marciales mixtas

### Inicios
Debutando en MMA en 2018, ganó sus tres primeros combates por sumisión en el primer asalto; contra James Dysard en CES MMA 48, seguido de Marquis Allen en CES MMA 50, y luego contra Buck Pineau en CES MMA 51. En su última salida con CES MMA, derrotó a Ron Marshall por sumisión en el segundo asalto en CES MMA 53.
Se enfrentó a Aleksa Camur el 30 de julio de 2019 en el Dana White's Contender Series 22. Perdió el combate por TKO en el segundo asalto.
Se enfrentó a Erick Murray el 24 de julio de 2020 en LFA 86. Ganó el combate por sumisión en el primer asalto. Se enfrentó a Yu Ji el 14 de octubre de 2020 en CES 61. Ganó el combate por decisión unánime. Se enfrentó a Myron Dennis el 12 de febrero de 2021 en LFA 99 por el Campeonato de Peso Ligero de la LFA. Ganó el combate y el título por decisión unánime.

### Ultimate Fighting Championship
Debutó en la UFC contra Alonzo Menifield el 27 de marzo de 2021 en UFC 260. En el pesaje, pesó 206.5 libras, media libra por encima del límite de peso semipesado sin título. El combate se desarrolló en un peso acordado y se le impuso una multa del 20% de su bolsa individual, que fue a parar a Menifield. Perdió el combate por sumisión en el primer asalto.
Se enfrentó a William Knight el 21 de agosto de 2021 en UFC on ESPN: Cannonier vs. Gastelum. Perdió el combate por KO en el primer asalto.
Se enfrentó a Carlos Ulberg el 12 de febrero de 2022 en UFC 271. Perdió el combate por decisión unánime.
El 1 de marzo de 2022 se anunció que fue liberado de la UFC.

## Campeonatos y logros
- Legacy Fighting Alliance
  - Campeonato de Peso Semipesado de LFA (una vez)

## Récord en artes marciales mixtas
| Récord profesional | Récord profesional | Récord profesional |
| 12 peleas          | 7 victorias        | 5 derrotas         |
| ------------------ | ------------------ | ------------------ |
| Nocaut             | 0                  | 2                  |
| Sumisión           | 5                  | 2                  |
| Decisión           | 2                  | 1                  |

| Resultado | Récord | Oponente         | Método                                     | Evento                              | Fecha                  | Ronda | Tiempo | Localización                | Notas                                                                |
| --------- | ------ | ---------------- | ------------------------------------------ | ----------------------------------- | ---------------------- | ----- | ------ | --------------------------- | -------------------------------------------------------------------- |
| Derrota   | 7-4    | Carlos Ulberg    | Decisión (unánime)                         | UFC 271                             | 12 de febrero de 2022  | 3     | 5:00   | Houston, Texas              |                                                                      |
| Derrota   | 7-3    | William Knight   | KO (puñetazos)                             | UFC on ESPN: Cannonier vs. Gastelum | 21 de agosto de 2021   | 1     | 3:58   | Las Vegas, Nevada           |                                                                      |
| Derrota   | 7-2    | Alonzo Menifield | Sumisión (estrangulamiento del hombro)     | UFC 260                             | 27 de marzo de 2021    | 1     | 1:11   | Las Vegas, Nevada           | Combate de peso acordado (206.5 libras); Cherant no alcanzó el peso. |
| Victoria  | 7-1    | Myron Dennis     | Decisión (unánime)                         | LFA 99                              | 12 de febrero de 2021  | 5     | 5:00   | Park City, Kansas           | Ganó el vacante Campeonato de Peso Semipesado de la LFA.             |
| Victoria  | 6-1    | Yu Ji            | Decisión (unánime)                         | CES 61                              | 14 de octubre de 2020  | 3     | 5:00   | Warwick, Rhode Island       | Combate de peso acordado (209 libras); Cherant no alcanzó el peso.   |
| Victoria  | 5-1    | Erick Murray Jr. | Sumisión (estrangulamiento de anaconda)    | LFA 86                              | 24 de julio de 2020    | 1     | 0:57   | Sioux Falls, Dakota del Sur | Combate de peso acordado (213.6 libras); Cherant no alcanzó el peso. |
| Derrota   | 4-1    | Aleksa Camur     | TKO (rodillazo volador y puñetazos)        | Dana White's Contender Series 22    | 30 de julio de 2019    | 2     | 0:48   | Las Vegas, Nevada           |                                                                      |
| Victoria  | 4-0    | Ron Marshall     | Sumisión (estrangulamiento por detrás)     | CES 53                              | 2 de noviembre de 2018 | 2     | 2:41   | Lincoln, Rhode Island       |                                                                      |
| Victoria  | 3-0    | Buck Pineau      | Sumisión (estrangulamiento por detrás)     | CES 51                              | 3 de agosto de 2018    | 1     | 2:43   | Lincoln, Rhode Island       |                                                                      |
| Victoria  | 2-0    | Marquis Allen    | Sumisión (estrangulamiento por guillotina) | CES 40                              | 15 de junio de 2018    | 1     | 3:55   | Lincoln, Rhode Island       |                                                                      |
| Victoria  | 1-0    | James Dysard     | Sumisión (estrangulamiento por guillotina) | CES 38                              | 2 de febrero de 2018   | 1     | 0:13   | Lincoln, Rhode Island       | Debut en el peso semipesado.                                         |